# RG-31 Nyala
RG-31 Nyala je víceúčelový MRAP vyráběný v Jihoafrické republice. Byl vyvinut jako reakce na ztráty nedostatečně pancéřovaných amerických HMMWV během bojů v Afghánistánu a Iráku. Zúčastnil se ve službách mnoha států nemalého počtu nemalého misí OSN a také válečných konfliktů.

## Design
Obrněnec je postaven na podvozku jihoafrických lehkých obrněných vozidel Mamba. Využívá tak tedy podvozku ve tvaru písmene "V", jenž tak chrání osádku před následky explozí výbušnin pod vozidlem. Tomu dopomáhají neprůstřelná okna a pancéřování stěn na úrovni STANAG 4569 level 2. RG-31 tak odolá explozi 14 kg TNT pod kolem či 7 kg pod trupem.
Nyala pojme 8-10člennou posádku v závislosti na modelu. Hojně používaná verze RG-31 Mk.3 má dvoučlennou posádku a uveze šestičlenný výsadek. Tento model má nosnost 1 100 kg. Vojáci nastupují a vystupují z vozidla bočními nebo zadními dveřmi, k dispozici jsou pak také střešní poklopy.
Vozidlo může být vyzbrojeno střešním kulometem ráže 7,62 mm, 12,7 mm, nebo 40 mm automatickým granátometem.
Navíc si zákazník také může zvolit, jakým motorem má být obrněnec poháněn, obvykle to bývá Daimler-Benz OM 352, AIveco Tector F4AE0681D, Detroit Diesel nebo Cummins 6.7L QSB.

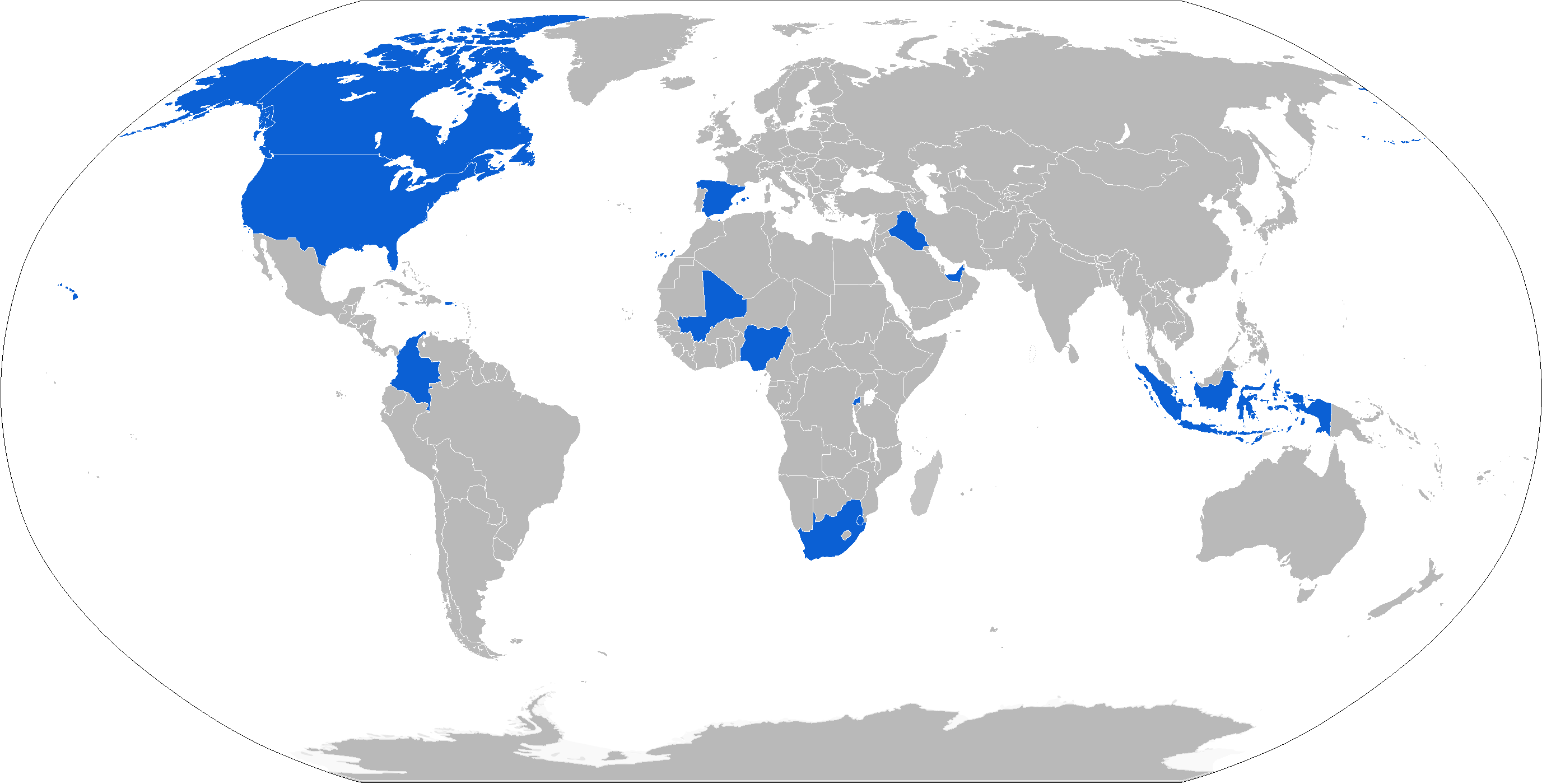
Mapa uživatelů RG-31 Nyala.

## Uživatelé
- Burundi - 12 vozidel
- Indonésie
- Irák
- Jižní Afrika
- Kanada - v armádě vyřazeny, stále však slouží u policie
- Kolumbie - 4 RG-31
- Mali - 5 vozidel
- Nigérie - 1 obrněnec
- Rwanda - 76 RG-31
- Senegal
- Somálsko
- Svazijsko
- Spojené arabské emiráty - 76 vozidel ve verzi Mk5
- Španělsko - 150 RG-31 Mk5E
- Ukrajina - nejméně 1 vůz v sanitním provedení (věnován Španělskem)[4]
- USA - kolem 1700 vozidel